# Orde van de Olifant

Deze witte oorlogsolifant is het kleinood van de orde

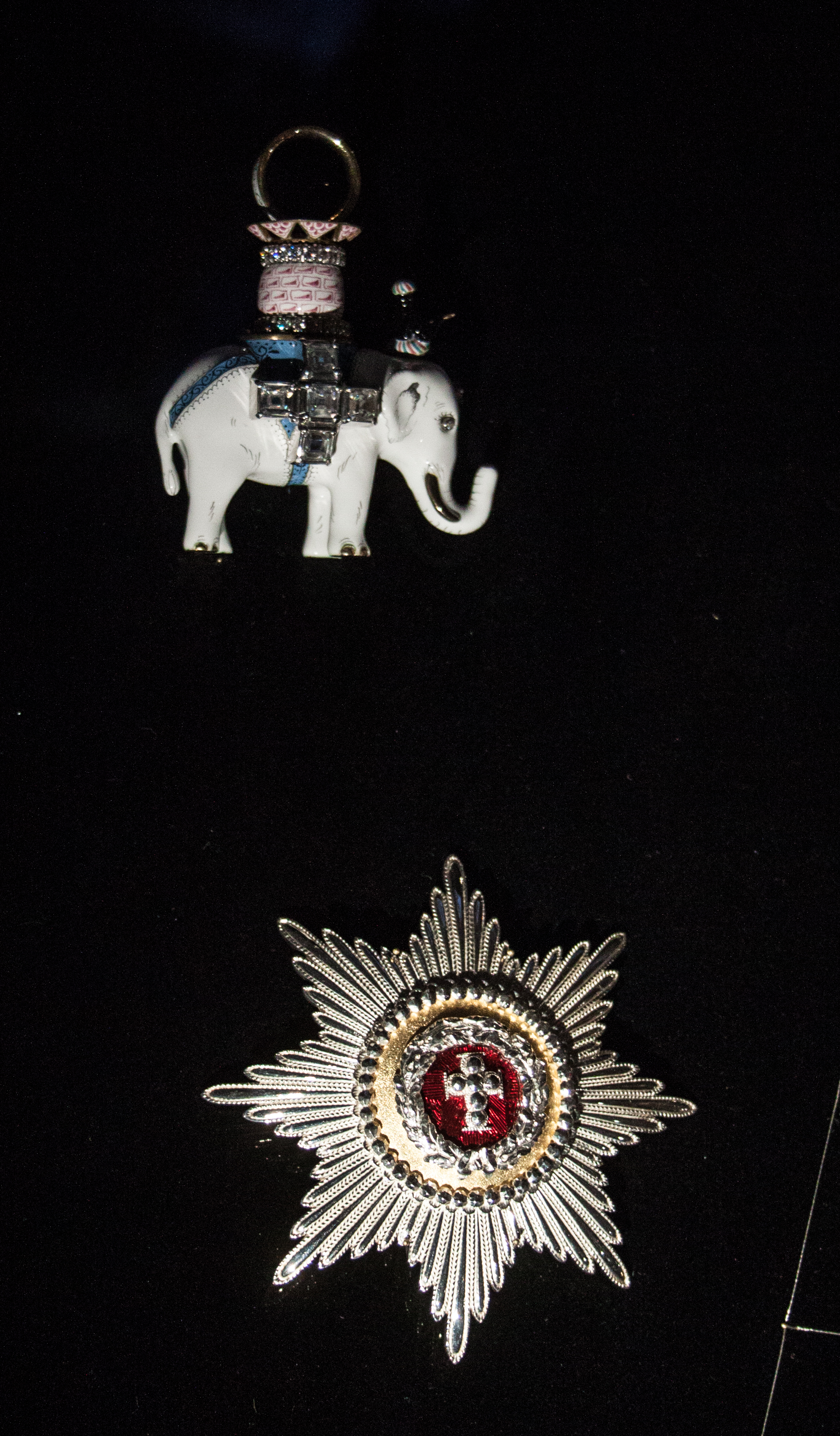
De ster en het lint van de Orde.

 De Orde van de Olifant of Olifantsorde (Deens: "Elefantordenen") is de hoogste Deense ridderorde. De Orde is al erg oud en haar bestaan kan al in de 15e eeuw aangetoond worden.

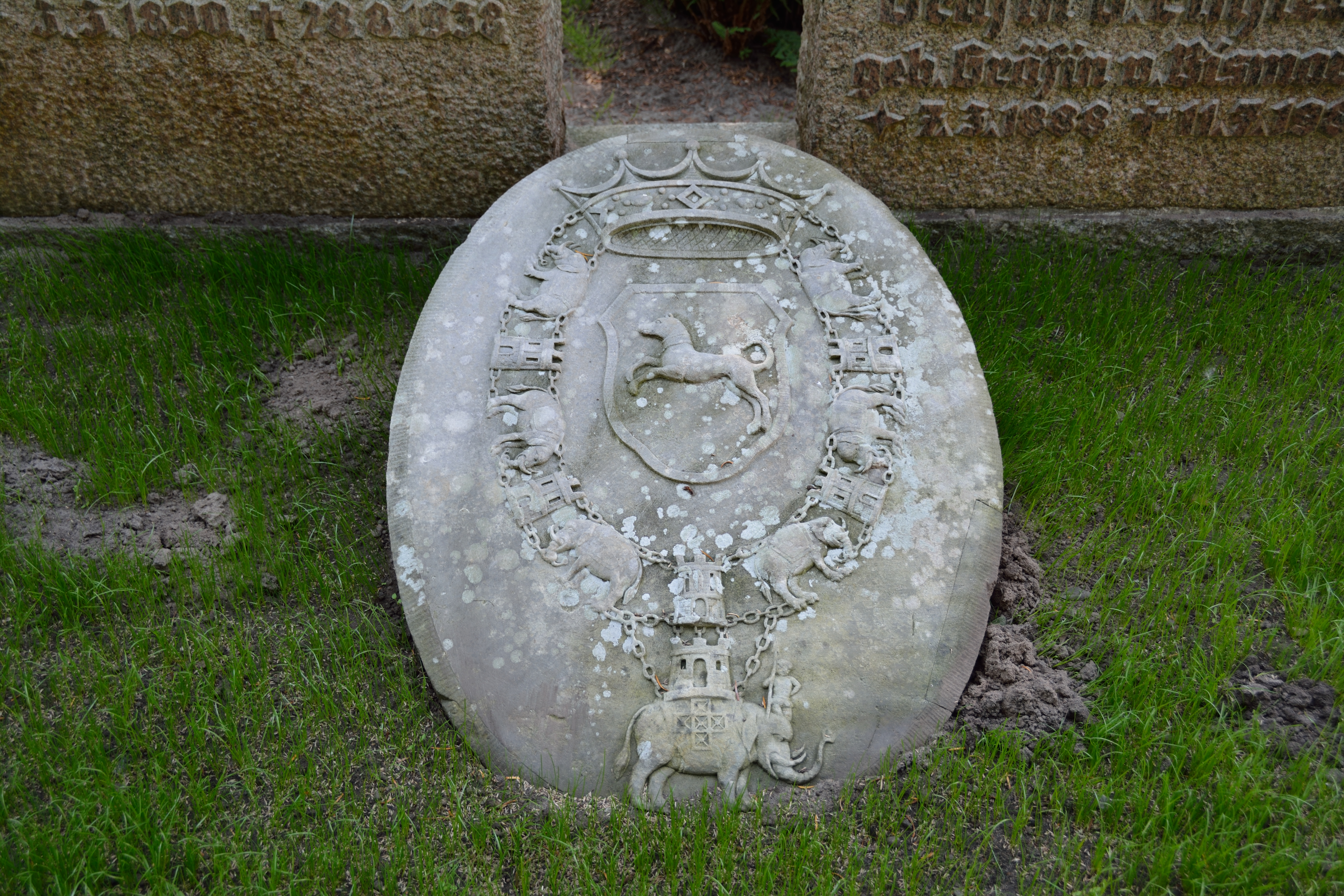
De Olifantsorde op een graf van de adellijke familie Blome in Heiligenstedten

## Geschiedenis
In 1462 richtte Koning Christiaan I van Denemarken een "Ordebroederschap", de Broederschap van de Moeder Gods, met 50 dames en heren als leden en de kapel van de drie koningen in Roskilde als zetel op. Het is mogelijk dat de keten van deze broederschap uit olifanten bestond. In 1508 kreeg de biechtvader van de broederschap een insigne dat een gouden olifant met een gevechtstoren op de rug voorstelde. Op het graf van Koning Hans, in het Deense Odense, is een keten bestaande uit sporen en olifanten te zien.
De huidige statuten gaan terug tot de stichting of heroprichting door Koning Christiaan V van Denemarken op 5 december 1693. De Orde had dertig ridders, en de Koning van Denemarken was de soeverein van de Orde. De Deense Prinsen kregen de Orde op hun twintigste verjaardag, anderen moesten dertig jaar oud en protestants zijn. Tot 1958 konden alleen mannen als ridder in deze Orde worden opgenomen. De Orde wordt nu ook aan katholieke staatshoofden en burgers verleend.
Christiaan IV van Denemarken heeft de Orde van de Olifant met de Orde van de Geharnaste Arm (Deens: "Væbnede Arms Orden") verenigd. De ridders combineerden het lidmaatschap van beide orden tot de Orde van de Geharnaste Arm in 1634 werd opgeheven.
Vrijwel alle verleningen waren aan staatshoofden en leden van regerende vorstenhuizen. Uitzonderingen op deze regel zijn Niels Bohr en Winston Churchill. Ook de Nederlandse koningen werden in de Orde opgenomen. De koninginnen Juliana en Beatrix, koning Willem-Alexander, Koningin Máxima en de prinsen Bernhard en Claus werden allen ridder in deze Orde.
In het verleden kregen diverse Nederlandse ambassadeurs en vlootvoogden de Orde van de Olifant uitgereikt. Zo ontving diplomaat  Godard Adriaan van Reede, heer van Amerongen, de orde uit handen van koning Frederik III vanwege zijn succesvolle bemiddeling in de Zweeds-Nederlandse  Oorlog tussen Denemarken en Zweden. Ook diens zoon, militair Godard van Reede-Ginkel, kreeg de orde vanwege zijn staat van dienst als opperbevelhebber tijdens de Williamitische Oorlog in Ierland. Hij liet de Orde van de Olifant prominent afbeelden in het wapenschild aan de gevel van zijn Kasteel Middachten. Daarnaast is de orde afgebeeld op het graf van Admiraal Jacob van Wassenaer Obdam in de Grote Kerk in 's-Gravenhage. Omdat de olifant van de orde een witte olifant is, werd de orde in het Nederland van de 17e eeuw die van de Witte Olifant genoemd. Verscheidene oorlogsschepen droegen toen de naam Witte Oliphant.
De orde is een orde van de Deense staat maar heeft sterk het karakter van een huisorde omdat alle Deense prinsen en hun echtgenoten worden opgenomen in de orde, die slechts een enkele rang kent.
Het symbool van de Orde, de krijgsolifant, symboliseert het strijdbare christendom.
Het motto van de Orde is Magnanimi Pretium (Latijn: Prijs van vrijgevigheid).

## De versierselen van de Orde

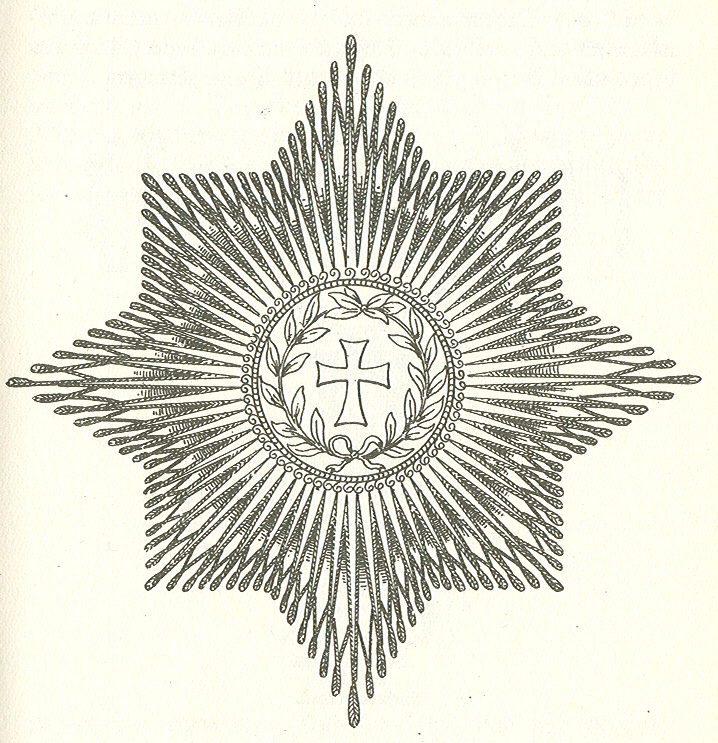
De ster van de Orde, 19e-eeuwse tekening.

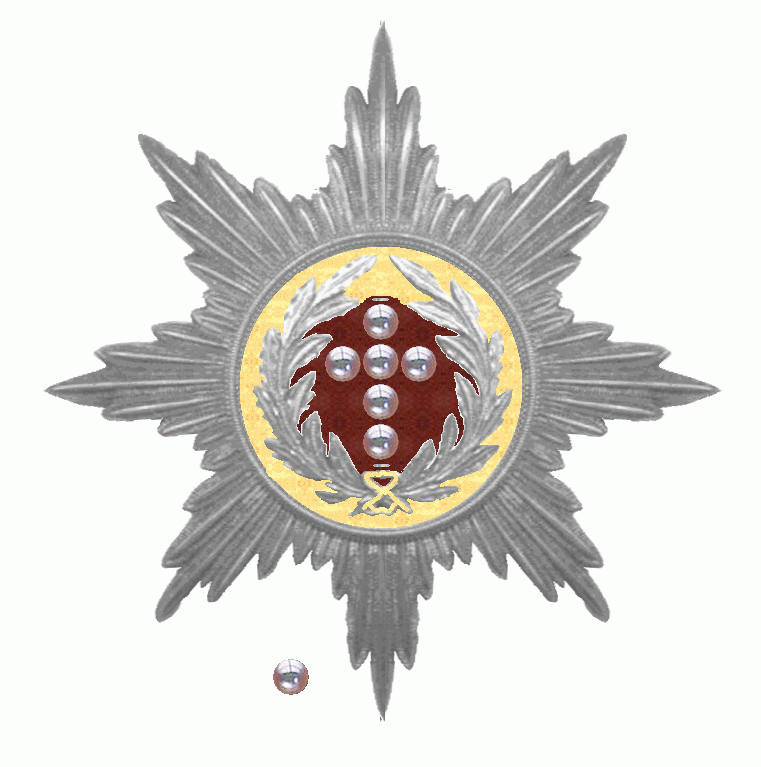
20e-eeuwse ster

De Orde van de Olifant is een van de fraaiste en kostbaarste ridderorden en staat in zeer hoog aanzien. De Deense ordekanselarij staat er dan ook op dat de onderscheidingen na het overlijden van een ridder worden teruggezonden. Op de antiekveilingen zijn exemplaren van deze orde dan ook zeer zeldzaam en uiterst kostbaar. Er zijn honderd olifanten beschikbaar en er zijn anno 2006 72 ridders. De overige 28 stuks worden in Kopenhagen bewaard en deels tentoongesteld.
- De keten van de Orde bestaat uit 40 geschakelde gouden olifanten met een lichtblauwe sjabrak waarop een letter "D" naar "Dania", Latijn voor Denemarken, verwijst.
- Aan deze keten hangt het kostbare kleinood van de Orde; een met een diamanten kruis bezette wit geëmailleerde olifant die een zwarte mahout en een toren draagt. Het kleinood is van goud en weegt 125 gram.
- De ster van de orde is van zilver en heeft 72 zilveren stralen. Op de ster is een medaillon aangebracht met een zilveren kruis en een lauwerkrans met acht parels, soms wijkt het ontwerp af en is sprake van zeven parels of van zilveren bolletjes, op een donkerrode geëmailleerde achtergrond. De sterren werden tot 1908 geborduurd maar zijn nu van zilver.
- Het lint van de orde is gemaakt van lichtblauwe zijde en wordt over de linkerschouder gedragen. Het kleinood hangt dan, zonder strik, op de rechterheup.

De ordekleding wordt niet meer gedragen maar aan het prachtlievende Deense hof worden de ketens van de orde geregeld omgehangen. Men draagt ze op uniformen en rokkostuums.

## De heraldiek van de orde
De ridders krijgen allen een wapenbord, een geschilderde afbeelding van hun wapen, in de kapel van de orde op Slot Frederiksborg. In een aantal gevallen zoals bij de Duitse bondspresidenten, moest daarvoor een wapen worden ontworpen. Niet iedereen voert immers een familiewapen. De ridders en Dames in de orde mogen hun keten als heraldisch pronkstuk om hun wapenschild draperen. Ook het blauwe grootlint met daaraan het kleinood kan om het schild worden gehangen. Wanneer de ketens van de Orde van de Dannebrog en de Orde van de Olifant beide rond het wapenschild zijn afgebeeld, moet naar goed heraldiek gebruik de keten van de oudere en hogere orde, dat is de Orde van de Olifant, langer zijn dan de andere keten.

## Andere orden met een olifant in de naam zijn
- De Orde van de Witte Olifant (Thailand)
- De Orde van de Miljoen Olifanten en de Witte Parasol (Laos)

## Voetnoten
1. ↑  Paul Hieronymussen